# 1451
1451 (MCDLI) a fost un an comun al calendarului iulian, care a început într-o zi de vineri.

## Nașteri
- 22 aprilie: Isabela I de Castilia, regină a Spaniei (d. 1504)
- 26 august: Cristofor Columb, căpitan de vas și amiral italiano-spaniol (d. 1506)

## Decese
- octombrie: Bogdan II, domn al Moldovei (n. 1409)